# Cathédrale di Nostra Signora dell'Orto de Chiavari
La cathédrale de Chiavari est une église catholique romaine de Chiavari, en Italie. Il s'agit de la cathédrale du diocèse de Chiavari.